# محوطه خهکی چیتاب
محوطه خهکی چیتاب در شهرستان دنا، ضلع جنوبی جاده چیتاب به دم چنار واقع شده و این اثر در تاریخ ۱۱ شهریور ۱۳۸۲ با شمارهٔ ثبت ۹۸۳۶ به‌عنوان یکی از آثار ملی ایران به ثبت رسیده است.